# Кузьмін Олександр Трифонович
Олександр Трифонович Кузьмін (24 липня 1918, село Добротино Бобруйського повіту, тепер Кіровського району Могильовської області, Республіка Білорусь — 1 травня 2003, місто Мінськ, Республіка Білорусь) — білоруський радянський діяч, секретар ЦК КП Білорусії. Член Бюро ЦК КП Білорусі в 1971—1986 роках. Депутат Верховної ради Білоруської РСР у 1963—1980 та 1985—1990 роках, заступник голови Верховної ради Білоруської РСР у 1967—1971 роках. Депутат Верховної Ради СРСР 10-го скликання.

## Життєпис
З 1937 до 1944 року служив у Червоній армії. У 1940 році закінчив Краснодарське вище військове авіаційне училище льотчиків. Під час німецько-радянської війни був штурманом ланки бомбардувального авіаційного полку на Південному та Закавказькому фронтах. Член ВКП(б) з 1942 року.
У 1944—1946 роках — завідувач військового відділу Совєтського районного комітету КП(б) Білорусії міста Мінська.
У 1948 році закінчив мінську Вищу партійну школу при ЦК КП(б) Білорусії.
У 1948—1950 роках — завідувач відділу пропаганди та агітації Совєтського районного комітету КП(б) Білорусії міста Мінська.
У 1949 році закінчив Білоруський державний університет імені Леніна.
У 1950—1951 роках — заступник завідувача відділу пропаганди та агітації Мінського обласного комітету КП(б) Білорусії.
У 1951—1953 роках — завідувач відділу пропаганди та агітації Мінського міського комітету КП(б) Білорусії.
У 1953—1955 роках — завідувач відділу шкіл та вищих навчальних закладів Мінського міського комітету КП Білорусії.
У 1955—1958 роках — завідувач відділу пропаганди та агітації Мінського обласного комітету КП Білорусії.
У 1958—1962 роках — секретар Мінського обласного комітету КП Білорусії з питань пропаганди та агітації.
У 1962 — 24 лютого 1971 року — завідувач відділу пропаганди та агітації ЦК КП Білорусії.
24 лютого 1971 — 28 липня 1986 року — секретар ЦК КП Білорусії, курував ідеологічні питання.
З липня 1986 року — персональний пенсіонер у Мінську.
Помер 1 травня 2003 року в Мінську. Похований на Східному цвинтарі міста Мінська.

## Звання
- підполковник

## Нагороди та відзнаки
- орден Жовтневої Революції
- орден Вітчизняної війни І ст.
- чотири ордени Трудового Червоного Прапора
- орден Червоної Зірки
- орден «Знак Пошани» (1958)
- медалі